# Cryptolectica capnodecta
Cryptolectica capnodecta är en fjärilsart som beskrevs av Lajos Vári 1961. Cryptolectica capnodecta ingår i släktet Cryptolectica och familjen styltmalar. Inga underarter finns listade i Catalogue of Life.